# Dirección General de Armamento y Material
La Dirección General de Armamento y Material (DGAM) de España es el órgano directivo del Ministerio de Defensa, adscrito a la Secretaría de Estado de Defensa (SEDEF), encargado de la planificación y desarrollo de la política de armamento y material del Departamento, así como la supervisión y dirección de su ejecución.
A estos efectos, dependen funcionalmente de esta dirección general los órganos competentes en las citadas materias de las Fuerzas Armadas y de los organismos autónomos del Departamento.

## Historia
La DGAM tiene sus raíces en 1977, pocos meses después de la unificación de los ministerios militares bajo un único ministerio civil, el Ministerio de Defensa. Creada con el objetivo de «de proponer, coordinar y ejecutar la política de Armamento y Material de los Ejércitos, de acuerdo con las normas y especificaciones que señalen los Estados Mayores respectivos», esta dirección general dependía directamente del Ministro y su titularidad la ocupaba un oficial general.
Originalmente, la DGAM se componía del director general, un gabinete de asesoramiento, una Sección de Secretaría y Asuntos Generales, una División de Programas Industriales, las divisiones técnicas, la División de Inspecciones Industriales y la División de Investigación y Desarrollo Desde febrero de 1979, diversas órdenes ministeriales fueron transfiriendo competencias y organismos de la estructura administrativo-militar.
El 12 de febrero de 1982 la DGAM fue subordinada al subsecretario de Defensa y con motivo de la transferencia de competencias iniciada en 1979 y el gran aumento de los asuntos que esta trataba, en 1983 se reformó su estructura manteniendo el gabinete y creando las subdirecciones generales de Gestión de Adquisiciones, de Industria de la Defensa y de Tecnología e Investigación, además de una gerencia para la coordinación, inspección y dirección de los centros y organismos dependientes de la DGAM.
Unos meses más tarde, en 1984, se volvió a reformar la DGAM pasando la gerencia a ser una subdirección general y creando una subdirección general para la Normalización y Catalogación de la Defensa. En enero de 1987 se creó la subdirección general de cooperación internacional y se suprimió el gabinete técnico.
La siguiente gran reforma se produjo en agosto de 1996, reorganizando sus funciones entre cuatro subdirecciones: de Planificación y Programas; de Inspección y Servicios Técnicos; de Relaciones Internacionales; y de Tecnología y Centros. La estabilidad política del país permitió un consenso en torno a la defensa, que se articuló como una política de Estado y que permitió que la estructura apenas se modificase.
Esto último permitió que la siguiente reforma significativa se produjese casi dos décadas después, en junio de 2014, se llevó a cabo una reorganización competencial en el Ministerio que afectó a la Secretaría de Estado de Defensa de la que dependía la DGAM, agrupando competencias sobre la base de cinco subdirecciones generales: de Planificación, Tecnología e Innovación; de Relaciones Internacionales; de Gestión de Programas; de Inspección, Regulación y Estrategia Industrial de Defensa, y de Adquisiciones de Armamento y Material.
Tras una década sin cambios orgánicos, en septiembre de 2024 se creó, a partir de las competencias de la DGAM en relación con el fomento de la industria militar, relaciones internacionales e I+D+i, una nueva Dirección General de Estrategia e Innovación de la Industria de Defensa. Por ello, la Dirección General redujo su estructura a tres subdirecciones generales (de Programas, de Inspección y Regulación, y de Adquisiciones de Armamento y Material).

## Estructura orgánica
De la Dirección General de Armamento y Material dependen los siguientes órganos:
- La Subdirección General de Programas, a la que le corresponde la gestión, en colaboración con las Fuerzas Armadas, de los programas de obtención, modernización y sostenimiento común de los sistemas de armas y equipos de interés para la defensa nacional, incluyendo los programas de cooperación internacional y los de venta derivados del apoyo a la internacionalización de la industria española de defensa, así como armonizar y racionalizar su sostenimiento. Asimismo, se encarga del impulso de la gestión y tramitación de los expedientes de adquisición de los sistemas y equipos necesarios para las Fuerzas Armadas.
- La Subdirección General de Inspección y Regulación, a la que le corresponde lo relativo a inspección de la actividad industrial y la seguridad industrial relacionada con la Defensa; aseguramiento de la calidad del armamento y material; así como fabricación, comercialización y transporte de armas y explosivos; normalización, catalogación y homologación de los sistemas de armas, equipos y productos de interés para las Fuerzas Armadas; certificación de exención por razones de Defensa en materia de registro, evaluación, autorización y restricción de sustancias químicas; aeronavegabilidad; y otras relacionadas.
- La Subdirección General de Adquisiciones de Armamento y Material, a la que le corresponde realizar la administración y gestión económica y contractual de los programas de investigación y desarrollo, de obtención, de modernización y de sostenimiento común no incluidos en la contratación centralizada, de sistemas de armas y equipos de defensa, incluyendo los programas de cooperación internacional, así como la gestión, negociación y administración de los contratos que pudieran derivarse del apoyo a la internacionalización de la industria española de defensa y la exportación asociada de material de defensa.

## Titular
El actual titular de la Dirección General de Armamento y Material es el almirante Aniceto Rosique Nieto, desde enero de 2022.